# Piirsalu
Piirsalu – wieś w Estonii, w prowincji Lääne, w gminie Risti.